# Albert Richter (Politiker, 1816)
Albert Richter (* 1816; † 24. November 1883) war ein deutscher Generallandschaftsrat und Politiker.
Richter war Rittergutsbesitzer in Schreitlacken bei Schugsten, Kreis Fischhausen. Er gehörte dem Landesökonomiekollegium und dem Generallandschaftsrat an.
1850 gehörte er dem Volkshaus des Erfurter Unionsparlaments an. 1859 bis 1861 war er für den Wahlkreis Königsberg 2 Mitglied im Preußischen Abgeordnetenhaus.